# Zilupe kommun
Zilupes novads var en kommun i Lettland. Den låg i den östra delen av landet, 260 km öster om huvudstaden Riga. Antalet invånare var 3 799. Arean var 309 kvadratkilometer.
2021 slogs kommunen samman med Ludza kommun.
Följande samhällen fanns i Zilupes novads:
- Zilupe